# Joke Emmers
Joke Emmers (Neerpelt, 5 februari 1990) is een Belgische actrice.

## Levensloop en carrière
Joke Emmers studeerde Latijn-Moderne Talen aan het Sint Hubertuscollege te Neerpelt. Daarna ging ze voor een acteeropleiding naar het Koninklijk Conservatorium, waar ze in 2012 afstudeerde als master in drama en acteren. Ze speelde in het begin van haar carrière vooral in het theater. In 2013 had ze haar eerste grote rol op televisie in de serie Charlie. In 2016 speelde ze mee in Den elfde van den elfde, in 2017 volgde een rol in Beau Séjour.

## Theater
- Het klein theater (2009)
- Kleine Teun, Theater aan Zee (juli 2011)
- Solovoorstelling Damiët (2011-2012)
- Tartuffe (NTGent, 2012)
- Villa Europa (De Warme Winkel, 2013)
- La bête, a dance solo (Jan Martens, 2013)
- Public Service Announcement (B12, 2013)
- De diepte van het dal (Dimitri Leue en Warre Borgmans, 2013)
- Disco pigs (Jan Jasper De Vries/De Queeste, 2014)
- You may now kiss the bride (B12, 2014)
- Waar het vlakke land gaat plooien (Toneelgroep Maastricht, 2015)
- I used to love to look at the ocean (B12, 2015)[2]
- Othello (Toneelgroep Maastricht, 2015)
- Not the Tommy Cooper story (Toneelgroep Maastricht, 2016)
- Eyes wide shut (Toneelgroep Maastricht, 2016)
- Indiaan (De Warme Winkel, 2017)
- Lost boys (B12, 2017)
- La Superba (Toneelgroep Maastricht, 2018)
- Wil je een snoepje (try-out) (2018)
- Vogelvrij (B12, 2018)
- Iedereen Beroemd (2019)
- Vrijen met dieren (TG de Link, 2019)
- Lubricant for life 2020 (Woodman, 2019-2021)
- Cosi (De Schone Companie, 2020)
- Liefde in tijden van corona (online, 2020)
- Paling (Theater Antigone, 2020)
- Mekbet (Froe Froe online, 2020)
- OOO, (De Maan, 2021)
- Surfer Rosa Begijntje (het nieuwstedelijk, 2022)
- Perrongeluk (Stichting Laudio, MoMeNT & CCHA, 2022)
- Monstera  (Compagnie Cecilia, 2022)
- Woody (Woodman, 2023)

## Film en televisie
- De Kruitfabriek (2012)
- Charlie (2013)[3] - als Lorena Smit
- Trouw met mij! (2014) - als Katrien
- Den elfde van den elfde (2016) - als Betty Van Lint
- Callboys (2016)[4] - als Wendy
- Beau Séjour (2017) - als Ines Anthoni
- Sinterklaas en de wakkere nachten (2018) - als Karla
- Lieve (2019) - als Lieve
- Influencers (2020)
- LEEF (2021)[5] - als Anja
- Panna (2021)
- Loslopend wild (2021-2022) - diverse rollen
- De Gebroeders Schimm (2021) - als avonturier
- Billie vs Benjamin (2022, 2024) - als Marie
- De Code van Coppens (2022, 2024) - als kandidate samen met Jasmijn Van Hoof (2022) en Charlotte Timmers (2024)
- Assisen (2023) - als Gina De Vos
- Tropenjaren (2024) - als Suzy
- Moresnet (2024) - als Anke Huygen
- LikeMe (2025-heden) - als Marijke Vleming

## Trivia
- In 2017 nam Emmers deel aan het televisieprogramma De Slimste Mens ter Wereld. Ze verloor uiteindelijk van Filip Peeters en Xavier Taveirne.[6][7] In het najaar van 2022 nam ze twee keer deel aan De Allerslimste Mens ter Wereld.
- Weg zijn wij (2018)
- De dag van vandaag (2022)
- De code van Coppens (2022)
- Switch (2022)
- Vrede op aarde (2022)
- Emmers won in februari 2023 een Ensor voor Beste acteerprestatie in ondersteunende rol voor haar rol als Marie in Billie vs Benjamin.[8]
- De dag van vandaag (2023)